# Record du Maroc de natation dames du 4 × 100 mètres 4 nages
Cet article présente l'évolution du record du Maroc de natation dames du 4 × 100 mètres 4 nages.

## Bassin de 50 mètres
| Temps         | Laps          | Athlète                  | Naissance | Âge | Club         | Compétition                 | Lieu       | Date              |
| ------------- | ------------- | ------------------------ | --------- | --- | ------------ | --------------------------- | ---------- | ----------------- |
| 4 min 36 s 76 |               |                          |           |     |              |                             | Le Caire   | 18 mai 2008       |
|               |               | Imane Boulâamane         |           |     | CNJ          |                             |            |                   |
|               |               | Sara El Bekri            | 1987      | 21  | RCA Natation |                             |            |                   |
|               |               | Noufissa Chbihi          |           |     |              |                             |            |                   |
|               |               | Lilia Karrakchou         |           |     | CNJ          |                             |            |                   |
| 4 min 22 s 88 |               |                          |           |     |              | Championnats d'Afrique (ct) | Casablanca | 17 septembre 2010 |
|               | 1 min 08 s 55 | Imane Boulaamane         | 1989      | 21  |              |                             |            |                   |
|               | 1 min 10 s 38 | Sara El Bekri            | 1987      | 23  | RCA Natation |                             |            |                   |
|               | 1 min 04 s 56 | Shérazade Ramond-Hannane | 1990      | 20  |              |                             |            |                   |
|               | 59 s 39       | Noufissa Chbihi          | 1990      | 20  |              |                             |            |                   |
| 4 min 22 s 21 |               |                          |           |     |              | Jeux panarabes (f)          | Doha       | 17 décembre 2011  |
|               | 1 min 08 s 81 | Imane Boulaamane         | 1989      | 22  |              |                             |            |                   |
|               | 1 min 08 s 05 | Sara El Bekri            | 1987      | 24  | RCA Natation |                             |            |                   |
|               | 1 min 05 s 06 | Noufissa Chbihi          | 1990      | 21  |              |                             |            |                   |
|               | 1 min 00 s 29 | Marwa El Banar           | 1995      | 16  | ADM          |                             |            |                   |